# كابتن أمريكا: المنتقم الأول
كابتن أمريكا: المنتقم الأول (بالإنجليزية: Captain America: The First Avenger)‏ هو فيلم بطل خارق أمريكي صدر عام 2011، مقتبس من شخصية كابتن أمريكا من قصص مارفل المصورة. من إنتاج استوديوهات مارفل وتوزيع باراماونت بيكتشرز، وهو الفيلم الخامس في عالم مارفل السينمائي (MCU). أخرج الفيلم جو جونستون، وكتب السيناريو كريستوفر ماركوس وستيفن ماكفيلي، ويشارك في بطولته كريس إيفانز بدور ستيف روجرز/كابتن أمريكا، إلى جانب تومي لي جونز، هوغو ويفينج، هايلي أتويل، سيباستيان ستان، دومينيك كوبر، توبي جونز، نيل ماكدونو، ديريك لوك، وستانلي توتشي. خلال الحرب العالمية الثانية، تحول روجرز، وهو رجل ضعيف، إلى الجندي الخارق كابتن أمريكا، ويجب عليه منع "ريد سكول" رئيس قسم الأسلحة عند أدولف هتلر و رئيس منظمة هايدرا من استخدام التيسيراكت كمصدر للطاقة للسيطرة على العالم.
بدأ الفيلم كفكرة في عام 1997، وكان من المقرر أن توزعه شركة أرتيزان إنترتينمنت. ومع ذلك، عطّلت دعوى قضائية المشروع ولم تُسوَّ حتى سبتمبر 2003. في عام 2005، حصلت استوديوهات مارفل على قرض من ميريل لينش، وخططت لتمويل الفيلم وإصداره من خلال شركة باراماونت بيكتشرز. كان المخرجان جون فافرو ولويس ليترير مهتمين بإخراج المشروع قبل أن يُختار جونستون في عام 2008. تم اختيار الشخصيات الرئيسية بين مارس ويونيو 2010. بدأ الإنتاج في يونيو، وجرت عمليات التصوير في لندن ومانشستر وكايروينت وليفربول ولوس أنجلوس. استخدمت شركة لولا للمؤثرات البصرية تقنيات مختلفة لإنشاء المظهر الجسدي للشخصية قبل أن يصبح كابتن أمريكا.
عُرض فيلم "كابتن أمريكا: المنتقم الأول" لأول مرة في مسرح إل كابيتان في لوس أنجلوس في 19 يوليو 2011، وصدر في الولايات المتحدة في 22 يوليو، كجزء من المرحلة الأولى من عالم مارفل السينمائي. حقق الفيلم نجاحًا تجاريًا، محققًا إيرادات تجاوزت 370 مليون دولار عالميًا، وحظي بآراء إيجابية من النقاد، الذين أشادوا بأداء إيفانز، وتصوير الفيلم لفترة أربعينيات القرن الماضي، وإخراج جونستون. صدر جزآن تكميليان للفيلم: كابتن أمريكا: جندي الشتاء (2014) وكابتن أمريكا: الحرب الأهلية (2016).

## قصة الفيلم
في الوقت الحاضر، اكتشف العلماء في القطب الشمالي طائرة قديمة مجمدة. في مارس 1942، قام الجنرال النازي يوهان شميدت ورجاله بسرقة بقايا غامضة تسمى التسراكت التي تمتلك قوى إلهية لا توصف، من بلدة تونسبيرغ في النرويج المحتلة من ألمانيا. في مدينة نيويورك، تم رفض ستيف روجرز للتجنيد العسكري في الحرب العالمية الثانية بسبب مشاكله الصحية والجسدية المختلفة. أثناء حضوره معرض تقنيات المستقبل مع صديقه المقرب الرقيب. جيمس «بوكي» بارنز، يحاول روجرز التجنيد مرة أخرى.
بعد سماع محادثة روجرز مع بارنز حول تمثيل بلاده في الحرب، سمح الدكتور أبراهام إرسكين لروجرز بالتجنيد. تم تجنيده في الاحتياطي العلمي الاستراتيجي كجزء من تجربة «الجندي الخارق» تحت قيادة إرسكين، والعقيد تشيستر فيليبس، والعميل البريطاني بيغي كارتر. فيليبس غير مقتنع بمزاعم إرسكين بأن روجرز هو الشخص المناسب للإجراء ولكنه يلين بعد رؤية روجرز يقفز على قنبلة يدوية لإنقاذ رفاقه، غير مدرك أنها اختبار. في الليلة التي سبقت العلاج، كشف إرسكين لروجرز أن شميت خضع للإجراء قبل الأوان وعانى من آثار جانبية دائمة. يستغل شميدت والدكتور أرنيم زولا طاقات تيسراكت، بهدف استخدام القوة لتغذية اختراعات زولا، وشن هجوم من شأنه أن يغير العالم.
يكتشف شميدت موقع إرسكين ويرسل القاتل هاينز كروجر لقتله. يُخضع إرسكين روجرز لمعاملة الجندي الخارق، ويحقنه بمصل خاص ويعطيه بجرعة «فيتا راي». بعد أن خرج روجرز من التجربة أطول وأقوى، يقتل كروجر السري إرسكين ويهرب بقنينة من المصل. يلاحق روجرز كروجر ويلتقطه، لكن القاتل يتجنب الاستجواب عن طريق الانتحار بكبسولة السيانيد. بعد وفاة إرسكين وفقدان معادلة الجندي الخارق، قام السناتور الأمريكي براندت بجولة في الأمة في زي ملون باسم «كابتن أمريكا» للترويج لروابط الحرب بينما يدرسه العلماء ويحاولون عكس هندسة الصيغة.
في عام 1943، أثناء قيامه بجولة في إيطاليا لتقديم عروض للجنود النشطين، علم روجرز أن وحدة بارنز كانت في معركة ضد قوات شميت. رفض روجرز تصديق أن بارنز قد مات، وجعل كارتر والمهندس هوارد ستارك يقودانه خلف خطوط العدو لشن محاولة إنقاذ منفردة. تسلل روجرز إلى حصن قسم هيدرا في شميدت، وحرر بارنز والسجناء الآخرين. يواجه روجرز شميدت، الذي يزيل قناعًا ليكشف عن وجه أحمر شبيه بالجمجمة أكسبه لقب «الجمجمة الحمراء». يهرب شميدت ويعود روجرز إلى القاعدة مع الجنود المحررين. قام روجرز بتجنيد بارنز ودوم دوم دوجان وجابي جونز وجيم موريتا وجيمس مونتغمري فالسوورث وجاك ديرنييه لمهاجمة قواعد هيدرا المعروفة الأخرى. يلبس ستارك روجرز بمعدات متطورة، أبرزها الدرع الدائري المصنوع من مادة الفيبرانيوم، وهو معدن نادر غير قابل للتدمير تقريبًا. قام روجرز وفريقه بتخريب العديد من عمليات هايدرا، بينما بدأ هو وكارتر في الوقوع في الحب. في عام 1945، اعتدى الفريق على قطار كان يقل زولا. نجح روجرز وجونز في القبض على زولا، لكن بارنز يسقط من القطار حتى وفاته الظاهرة.
باستخدام المعلومات المستخرجة من زولا، يقع معقل هيدرا الأخير، ويقود روجرز هجومًا لمنع شميدت من استخدام أسلحة الدمار الشامل في المدن الأمريكية الكبرى. روجرز يصعد على متن طائرة شميت أثناء إقلاعها. أثناء القتال اللاحق، تضررت حاوية تيسراكت. شميدت يتعامل جسديًا مع تيسراكت، الذي يفتح ثقبًا دوديًا في الفضاء، ويمتصه فيه. تحترق التيسراكت عبر الطائرة وتضيع في المحيط. لم ير روجرز أي طريقة للهبوط بالطائرة دون التعرض لخطر تفجير أسلحتها، وقال لها وداعًا لها قبل أن تتحطم في القطب الشمالي. استعاد ستارك لاحقًا التسراكت من قاع المحيط لكنه لم يتمكن من تحديد موقع روجرز أو الطائرة، مفترضًا أنه مات.
يستيقظ روجرز في غرفة مستشفى شبيهة بأربعينيات القرن الماضي وعند سماع بث إذاعي لمباراة بيسبول حضرها في عام 1941، شعر روجرز بالريبة، فهرب إلى الخارج ليجد نفسه في ساحة تايمز سكوير الحالية، حيث أخبره رئيس شيلد نيك فيوري أنه «نائم» منذ ما يقرب من 70 عامًا. وفي مشهد ما بعد الائتمانات، يقترب فيوري من روجرز ويقترح مهمة ذات تداعيات عالمية.

## طاقم الممثلين
- كريس إيفانز بدور ستيف روجرز / كابتن أمريكا: شاب ضعيف يُعزز إلى ذروة قدراته البشرية بمصل تجريبي لمساعدة المجهود الحربي للولايات المتحدة.
- تومي لي جونز بدور تشيستر فيليبس: عقيد في جيش الولايات المتحدة وعضو في الاحتياطي العلمي الاستراتيجي الذي يرأس مشروع إنشاء جنود خارقين.
- هوغو ويفينج بدور يوهان شميدت / ريد سكول: رئيس قسم الأسلحة المتطورة لأدولف هتلر وقائد منظمة هيدرا الإرهابية، الذي تضمنت خطته للسيطرة على العالم تسخير قوة الأداة السحرية المعروفة باسم تيسيراكت.
- هايلي أتويل بدور مارغريت "بيغي" كارتر: ضابطة في الاحتياطي العلمي الاستراتيجي تعمل مع فيليبس في مشروع الجندي الخارق.
- سيباستيان ستان بدور جيمس بوكانان "باكي" بارنز: رقيب في جيش الولايات المتحدة، وصديق روجرز المقرب، وعضو في فرقة الكوماندوز التابعة له.
- دومينيك كوبر بدور هوارد ستارك: والد توني ستارك، الذي عمل في مشاريع حكومية مختلفة تعود إلى حقبة الحرب العالمية الثانية.
- توبي جونز بدور أرنيم زولا: عالم كيمياء حيوية في الحزب النازي.
- نيل ماكدونو بدور تيموثي "دم دم" دوغان: عضو في فرقة روجرز الخاصة.
- ديريك لوك بدور جابي جونز: عضو في فرقة روجرز الخاصة.
- ستانلي توتشي بدور أبراهام إرسكين: العالم الذي ابتكر مصل الجندي الخارق.
- يعود صامويل إل جاكسون ليجسد دور نيك فيوري، مدير وكالة التجسس العملاقة "شيلد".

## شباك التذاكر
حقق فيلم "كابتن أمريكا: المنتقم الأول" إيرادات بلغت 176.7 مليون دولار في أمريكا الشمالية و193.9 مليون دولار دوليًا، بإجمالي 370.6 مليون دولار عالميًا.
افتتح فيلم "كابتن أمريكا: المنتقم الأول" في 22 يوليو 2011 في الولايات المتحدة، وحقق 4 ملايين دولار في عروض منتصف الليل، متجاوزًا أفلام الأبطال الخارقين الأصلية الأخرى لعام 2011 مثل ثور والفانوس الأخضر بالإضافة إلى الجزء التمهيدي من فيلم رجال اكس: الدرجة الأولى، والتي حققت جميعها ما بين 3.25 مليون دولار و3.5 مليون دولار في منتصف ليل الجمعة. وفي يوم الجمعة، افتتح الفيلم في المركز الأول في شباك التذاكر الأمريكي والكندي بإيرادات بلغت 25.7 مليون دولار. ثم حقق 65.1 مليون دولار في ثاني أعلى عطلة نهاية أسبوع افتتاحية لفيلم أبطال خارقين في عام 2011، بعد فيلم ثور (65.7 مليون دولار). في وقت إصداره، أصبح فيلم "كابتن أمريكا: المنتقم الأول" ثالث أعلى فيلم سينمائي ربحًا لفترة الحرب العالمية الثانية، بعد فيلم "إنقاذ الجندي رايان" و"بيرل هاربر".

## الاستقبال النقدي
أفاد موقع تجميع المراجعات "روتن توميتوز" بنسبة موافقة بلغت 80%، بمتوسط تقييم 7/10، بناءً على 276 مراجعة. وجاء في إجماع الموقع: "مع وفرة من مشاهد الأكشن المثيرة، وأجواء كلاسيكية لطيفة، وعدد من العروض الرائعة، يُعد فيلم كابتن أمريكا ترفيهًا ضخمًا على الطراز الكلاسيكي". أما موقع ميتاكريتيك، الذي يُعطي متوسط تقييم مرجح، فقد صنف الفيلم بـ 66 من 100 بناءً على 43 مراجعة من النقاد، مُشيرًا إلى مراجعات "إيجابية بشكل عام". أما الجمهور الذي استطلعت آراءه سينما سكور، فقد منحه متوسط تقييم "A-" على مقياس من A+ إلى F.

## وصلات خارجية
- الموقع الرسمي
- كابتن أمريكا: المنتقم الأول على موقع IMDb (الإنجليزية)
- كابتن أمريكا: المنتقم الأول على موقع ميتاكريتيك (الإنجليزية)
- كابتن أمريكا: المنتقم الأول على موقع الموسوعة البريطانية (الإنجليزية)
- كابتن أمريكا: المنتقم الأول على موقع روتن توميتوز (الإنجليزية)
- كابتن أمريكا: المنتقم الأول على موقع نتفليكس (الإنجليزية)
- كابتن أمريكا: المنتقم الأول على موقع قاعدة بيانات الأفلام العربية
- كابتن أمريكا: المنتقم الأول على موقع ألو سيني (الفرنسية)
- كابتن أمريكا: المنتقم الأول على موقع Turner Classic Movies (الإنجليزية)
- كابتن أمريكا: المنتقم الأول على موقع أول موفي (الإنجليزية)
- كابتن أمريكا: المنتقم الأول على موقع بوكس أوفيس موجو (الإنجليزية)